# Lettre à M. Dacier relative à l'alphabet des hiéroglyphes phonétiques
La Lettre à M. Dacier relative à l'alphabet des hiéroglyphes phonétiques employés par les Égyptiens pour inscrire sur leurs monuments les titres, les noms et les surnoms de souverains grecs et romains est le texte fondateur du déchiffrement des hiéroglyphes égyptiens et de leurs simplifications linéaires, par Jean-François Champollion où ce dernier expose son fonctionnement, via celles des autres écritures égyptiennes anciennes : copte, démotique et hiératique.

## Histoire
Le 14 septembre 1822, Jean-François Champollion se rend chez son frère Jacques-Joseph, dans la rue Mazarine à Paris, pour lui faire part de la découverte qu'il vient de faire en criant : « Je tiens l'affaire. » Il en est tellement ému que, selon son neveu Aimé Champollion, il tombe dans un état « cataleptique ». Du 14 au 22 septembre, Jacques-Joseph, toujours selon son fils Aimé, l'aide à rédiger cette lettre exposant ses découvertes. Champollion, contre l'avis de son frère, refuse d'adresser la lettre à « M. le baron Silvestre de Sacy, président de l'assemblée », lui préférant Bon-Joseph Dacier, secrétaire perpétuel de l'Académie des inscriptions et belles-lettres ainsi que dirigeant de la Bibliothèque nationale de France, qu'il appréciait particulièrement.
Le 27 septembre 1822, Champollion expose à l'Académie des inscriptions et belles-lettres, dont Bon-Joseph Dacier fut le secrétaire perpétuel, une ébauche de huit pages du texte dans une salle pleine et fait sensation. Il est en effet célébré par Silvestre de Sacy, Dacier, Abel-Rémusat… Il avait même invité à cette présentation ses concurrents dont l'Anglais Thomas Young.
La version intégrale et définitive fut publiée fin octobre 1822 chez Firmin-Didot dans une plaquette de quarante-quatre pages contenant quatre planches.